# اغتيال علي بن أبي طالب
اُغتِيل عليُّ بْنُ أبي طالب على يد خارجيٍّ يُدعى عبد الرحمن بْنُ مُلْجَم في 21 من شهْر رَمَضانَ سنةَ 40 هـ/ 27 من يَنايِر سنةَ 661 م. وعلي بْنُ أبي طالب هو رابع الخلفاء الراشدين عند أهل السُّنة، وأحد العشرة المبشرين بالجنة، وأوّل الأئمّة عند الشيعة. اُغتيل في المسجد الكبير بالكوفة في العراق الحالي، كان يبلُغ من العمر 62 أو 63 عاماً، تُوُفيَ متأثراً بجراحه بعد يومين من إصابة ابن مُلْجَم على رأسه بسيف مطلي بالسموم،:308 في 21 أو 19 من شهر رمضان 40 هـ (27 من يناير 661 م). وكان الخليفةَ المُغتالَ غدرًا .
صار علي الخليفةَ بعد اغتيال عثمانَ سنةَ 35 هـ / 656 م. ومع ذلك عارضَهُ بعض مَن في المشرق بما في ذلك حاكم بلاد الشام، معاويةُ بْنُ أبي سفيان. اندلعت فتنة سُميت بالفتنة الأولى (فتنة مقتل عثمان)، داخل الدولة الإسلامية المبكرة فسقطَت الخلافة الراشدة، وأُنشِئَت الدولة الأُمَوية. وبدأ الأمر لمَّا اُغتيل الخليفةُ عثمانُ بْنُ عفان سنةَ 35 هـ / 656 م، واستمر حتى أربع سنوات في عهد علي. بعد أن وافق علي على التحكيم هو ومعاويةُ الأول بعد وقعة صِفِّين (36 هـ/ 657 م)، حدثت ثورة عَلَيه من بعض أفراده، المعروفين فيما بعد باسم الخوارج.:390 قَتلوا بعض أنصار علي، ولكن سحقَتهم قوات علي في معركة النهروان في 658.:260–261
التقى ابْنُ مُلجَمٍ وخوارجَ آخَرينَ، هما: الحجاج التَّميمي البُرَك بن عبد الله، وعَمْرو بن بكر التميمي في مكة، وخلص إلى أن وضع المسلمين في ذلك الوقت كان بسبب أخطاء علي ومعاوية وعَمْرِو بْنِ العاص (حاكم مصر). قرروا قتل الثلاثة من أجل حل «الوضع المؤسف» في وقتهم والانتقام أيضًا من رفاقهم الذين قُتِلوا في النهروان. بهدف قتل علي، توجه ابْنُ ملجَم نحو الكوفة حيث وقع في حب امرأة توفى شقيقها ووالدها في النهروان تُدعى قَطَام بِنْتُ شِجْنة التَّميمية. وافقت على الزواج منه إذا كان بإمكانه قتل علي، وعَدَّتهُ مهراً لها. لذلك طَعَن ابنُ ملجَم عليَّ بْنَ أبي طالب في المسجد الكبير بالكوفة. وبعد وفاة علي، أُعدِم ابْنَ ملجَم قِصاصًا بأمر من الحسن بْنِ علي الذي بويع خليفة للمسلمين.

## خلفية
تعود الأحداث التي كانت السبب لاغتيال علي إلى زمن وفاة النبي محمد، حيث اختلف المسلمون حول خلافة من بعده كزعيم للأمة. أعطى المسلمون في سقيفة بني ساعدة الولاء لأبي بكر كخليفة للمسلمين.:30–32 رشح حينها سعد بن عبادة نفسه وأيده في ذلك الأنصار، في حين رشح عمر بن الخطاب أبا بكر مؤكداً على أحقية المهاجرين في الخلافة. ولقي هذا الترشيح تأييد المسلمين ممن كانوا في السقيفة. يعتقد المسلمون السنة أن محمد لم يختر خليفة، ويعتقد المسلمون الشيعة أنه تم تعيين علي كخليفة محمد من قبل الله في إشارة إلى حديث الغدير:43–48:193–194 أبو بكر خلفه عمر، الذي قتل في 644. بعد وفاة عمر، علي وهو ابن عم النبي محمد وصهره، كان منافساً لعثمان على المنصب. أصبح عثمان الخليفة من خلال الشورى، وأصبح علي الخليفة بعد اغتيال عثمان عام 656.:203–204

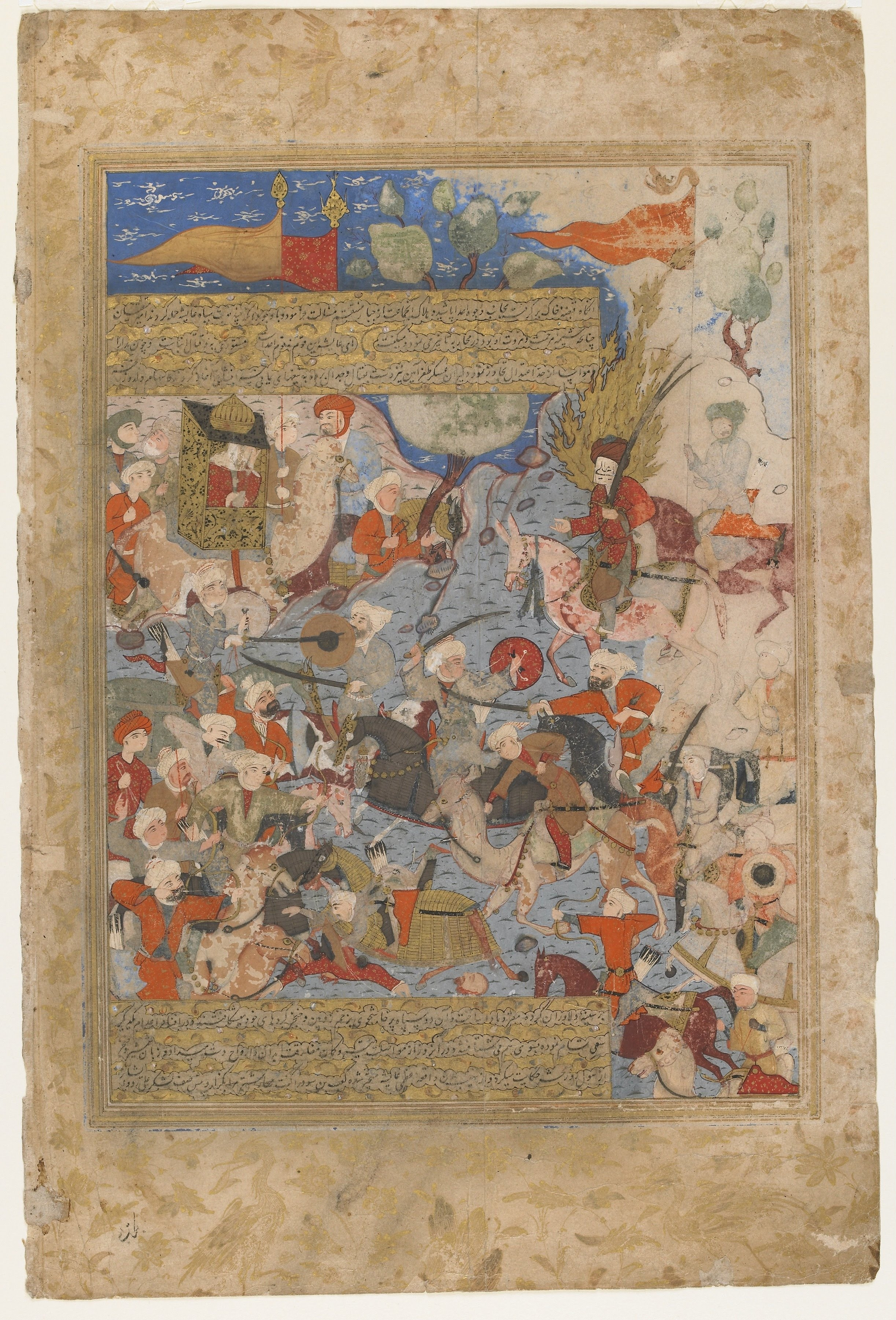
رسم تُركي عُثماني لموقعة الجمل، وقد غُطي وجه كلًا من عائشة وعليّ باللون الأبيض.

تزامنت خلافة علي مع الفتنة الأولى. إذ بويع علي بن أبي طالب للخلافة بالمدينة المنورة في اليوم التالي لمقتل عثمان فبايعه أغلب من كان في المدينة من الصحابة والتابعين. نقل علي عاصمة الخلافة إلى الكوفة وحكم في حِقبةٍ عُرِفَت بعدم الاستقرار السياسي والتي احتاجت إلى الحِكمة والدراية الفقهية. استمرت مدة خلافته خمس سنوات. على الرغم من انتخاب علي كرابع الخلفاء الراشدين (الخليفة «الموجه بحق») إلا أنه واجه معارضة خلال فترة حكمه. من جهة، تمردت عائشة وطلحة والزبير عليه في مكة، ومن ناحية أخرى رفض الحاكم الأموي لبلاد الشام معاوية الولاء له كخليفة جديد ولذلك نشبت حرب حول منصب الخلافة. طلب معارضو علي معاقبة قتلة عثمان لكن علي كانت له أسبابه في تأخير الانتقام حينها. التقيا طلحة والزبير بعائشة وقرروا المسير إلى البصرة رافعين شعار الانتقام لعثمان، فسارو بجيشٍ انطلق بقيادة عائشة وطلحة والزبير وصحابة آخرين من مكة إلى البصرة بعشرة آلاف مقاتل وتحرك إليهم علي ولقيهم على مشارف البصرة، وانتهت المعركة بانتصار علي وسُميت موقعة الجمل عام 656. ثم قاتل علي أيضًا في معركة صفين عام 657 ضد معاوية على الحدود السورية العراقية، وانتهت المعركة في طريق مسدود ودخل علي حينها في التحكيم مع معاوية.:203–204
بعد معركة صفين وعندما قبل علي التحكيم مع معاوية تحديداً، عارضت مجموعة من جيش علي بالتحكيم عُرفت فيما بعد باسم الخوارج. فقد عارضوا حينها الحكم البشري في مسألة الدين واستخدموا شعار «لا حكم إلا حكم الله» أي عدم حاجة الأمة الإسلامية لخليفة في زمن السلم.:390 في سنة 658 انتهكوا يمين الولاء، وتمردوا وهددوا علانية بقتل أي مسلم لن ينضم معهم، وقاموا بتسليح البدو ودربوهم للقتال وجعلوهم ينضمون إلى ثوراتهم لكن في نهاية المطاف هزمهم علي في معركة النهروان وأسفرت هذه المعركة الخاطفة عن عددٍ كبير من القتلى في صفوف الخوارج. كان مقتل الخوارج «الحدث الأكثر إشكالية» خلال خلافة علي، لأنهم كانوا من أقوى حلفائه في الحرب ضد معاوية.:261

دولة الخِلافة الراشدة بعد التحكيم بين عليّ ومُعاوية:
الأقاليم الخاضعة لعليّ
الأقاليم الخاضعة لمُعاوية
الأقاليم الخاضعة لعمرو بن العاص

التقى ابن ملجم مع رجلين آخرين، وهما البرك بن عبد الله وعمرو بن بكر التميمي، في مكة وعملوا مناقشة طويلة بعد مراسم الحج، وخلصوا إلى أن وضع المسلمين في ذلك الوقت كان بسبب علي ومعاوية وعمرو بن العاص، «الذين اعتبروا أنهم على خطأ»، وأقسموا على قتلهم «للانتقام من مذابح رفقائهم في النهروان». رتبوا موعد الاغتيال واختار كل منهم ضحيته.

### تنبؤ علي بمصيره
يوجد نوعان من الأعراف فيما يتعلق بوعي علي بن أبي طالب بمصيره قبل الاغتيال بوقت طويل. كانت هذه المعرفة المسبقة من خلال «هاجسه الخاص» أو بواسطة النبي محمد. استناداً إلى العديد من الأعراف، والتي ذكرتها العديد من كتب الحديث النبوي وكتب التاريخ أن النبي محمد قد تنبأ بمقتل علي، ومنها: «يا علي أبكي لما يُسْتَحَلُّ منك في هذا الشهر، كأني بك وأنت تريد أن تُصلِّي وقد انبعث أشقى الأولين والآخرين، شقيق عاقر ناقة صالح، يضربك ضربة على رأسك فيخضب بها لحيتك»، حيث كشف النبي محمد عن تلطيخ لحيته بالدم مع «تدفق الدم من رأسه». حديث آخر ورد عن النبي فيه تأكيد على أن أخطر رجل بين القدماء هو من قتل ناقة النبي صالح ومن بين معاصريه هو من سيقتل علي، إذ قال في حديثه لعلي: «إنك ستُضرب ضربةً ههنا، ويكون صاحبها أشقاها، كما كان عاقرُ الناقة أشقى ثمود». في ليلة الاغتيال، قال علي إن مصيره كان على وشك أن يتحقق، وهناك أقاويل أنه عندما غادر منزله في الصباح «تبعه الأوز، وهو يصيح» يبكي على موته.

## الاغتيال
اُغتيل علي بن أبي طالب على يد عبد الرحمن بن عمرو بن الملجم المرادي من خوارج مصر. كان والدا ابن ملجم من حمير، ولكن نسب إلى مراد بسبب قرابة أمه، وتحالف مع بني جبلة من كندة. دخل الكوفة بهدف قتل علي للانتقام لقادة الخوارج في النهروان.:308
في الكوفة، التقى بمجموعة من قبيلة تيم الرباب الذين كانوا يبكون على عشرة من رفاقهم الذين قتلوا في النهروان على يد جيش علي. من بينهم امرأة تدعى قُطام ابنة الشّجنة. طبقاً لرجل الدين علي الصلابي، عندما رأى ابن ملجم قُطام «سلبت عقله» و«نسي حاجته» التي جاء لها، واقترح عليها الزواج. فاشترطت عليه قُطام أنها ستتزوجه إذا استطاع أن «يشفيها» بإعطائها ثلاثة آلاف درهم وخادماً وقينة، وأن يقتل لها علي بن أبي طالب. أرادت قُطام الانتقام أيضًا، حيث قُتِل والدها وشقيقها على يد قوات علي في النهروان.
وفي ذلك قال عبد الرحمن بن ملجم:
أقنع ابن ملجم رجلاً يدعى شبيب بن نجدة الأشجعي الحروري لمساعدته في قتل علي.:79 إلى جانب شاب يُدعى وردان بن مجالد، كان وردان شريكاً مع بن الملجم.:308 كان المتآمرون متمركزين مقابل الباب الذي منه سيدخل علي المسجد.
في يوم الجمعة 19 (أو 17 :308) رمضان، دخل علي مسجد الكوفة لأداء صلاة الفجر. ثار إليه شبيب بالسيف فضربه فوقع، وضربه ابن ملجم بسيف مسموم على «قرن رأسه» فسال دمه على لحيته بعد أن تلى علي آيات من سورة الأنبياء كجزء من الصلاة،:54 أو عندما كان يدخل المسجد. لما ضربه ابن ملجم قال: لا حكم إلا لله ليس لك يا علي ولا لأصحابكم، لم يضرب سيف شبيب علي وبدلاً من ذلك «ضرب الإطار الخشبي للباب أو القوس». هرب وتم القبض عليه بالقرب من أبواب كندة من قبل رجل من حضرموت يدعي «عويمر»، لكنه تمكن من الفرار عبر الحشد. هرب وردان إلى منزله وقُتل هناك غضباً بالسيف على يد قريب له يُدعى «عبد الله بن نجابة بن عبيد الكاهلي»، بعد أن اعترف بتورطه. تم القبض على ابن ملجم من قبل الهاشمي المُغِيرَة بن نوفل بن الحارث.:309
أمر علي أنه إذا مات متأثراً بجراحه، يجب إعدام ابن ملجم قصاصًا. توفي علي بعد ذلك بيومين في 21 رمضان 30 يناير 661 (أو 19 رمضان 28 يناير 661) عن عمر 62 أو 63، وقُتل ابن ملجم قصاصًا بأمر الحسن بن علي تنفيذًا لوصية علي، بعد أن بويع خليفة للمسلمين.:309

### دور الأشعث بن قيس
كان الأشعث بن قيس زعيم قبيلة كندة في الكوفة.:83 بحسب ولفرد مادلنج، في السنوات الأخيرة من عهد علي كان لديه ميل نحو معاوية وتلقى رسالة منه تضمنت عروضاً مالية لإظهار ممانعة حول حملة علي ضد معاوية.:276 اتهمت بعض الروايات والمصادر وخصوصاً الشيعية منها بمعرفة الأشعث بمؤامرة اغتيال علي. وبحسب اليعقوبي، اُسْتُضِيفَ ابن ملجم عند الأشعث لمدة شهر عندما كان ابن ملجم يُعِد سيفه. قول آخر لابن سعد البغدادي قال فيه أن الأشعث بقي ليلة الاغتيال في المسجد وهو يوجه ابن ملجم قبل طلوع الفجر حتى لا يفتضح وعند قتل علي قال حينها «فضَحكَ الصُبْحُ». تروي غالبية المصادر جملة غامضة من الأشعث: «فضَحكَ الصُبْحُ» ومعظم الشيعة أو الذين لديهم ميول شيعية يقولون أن الأشعث شجع ابن ملجم من قوله: «النجاء، النجاء! فقد فضحك الصبح». بعد الاغتيال، اتهم حجر بن عدي الأشعث بقتل علي، بل هناك قول يقول أنه حذر علي من ابن ملجم. وفقاً للورا فيتشا فاليري، تروي المصادر تقارير مختلفة تختلف من الاتهام الصريح إلى الاشتباه في التواطؤ وحتى الولاء.
ومع ذلك، يعتقد الصلابي أن هذه الاتهامات ضد الأشعث تبدو لا أساس لها لأنه كان مخلصاً وكان ضد الخوارج منذ أن ظهروا لأول مرة وقاتلهم في النهروان، كما أنه كان أول من قاتلهم في وقعة صفين. علاوة على ذلك، يُعتقد أنه لا يوجد سرد من عائلة علي بن أبي طالب يدعم هذه الاتهامات ضد الأشعث، ولم تناقش أسرة علي مع أي فرد من أفراد عائلة الأشعث. بعد إصابة علي من ابن ملجم، أرسل الأشعث ابنه لتحديد حالة علي، وكلماته كانت توحي بأنه يعرف أن علي لن ينجو.

## الدفن
تم غسل جثمان علي من قبل أبنائه الحسن والحسين ومحمد بن الحنفية وابن أخيه عبد الله بن جعفر، وتم دفنه سراً ومعهم عبيد الله بن العباس، حيث كان يخشى أن «يتم استخراج جثمانه ودنسها».:309 تذكر بعض المصادر أن علي دُفِن في العتبة العلوية في النجف في العراق الحالي،:37 بينما يقول آخرون، معظمهم أفغان، إنه دُفِن في المسجد الازرق (روزي الشريف) في مدينة مزار شريف الأفغانية. يتذكر المسلمون الشيعة وفاة علي كل عام.

## بعد الاغتيال
كانت هناك أقلية صغيرة من الناس مقتنعين بأن علي «كان أفضل المسلمين بعد النبي والوحيد الذي يحق له حكمهم»، وبعد وفاة علي انقسم الناس حول وجهة نظرهم تجاهه. إن «عدم الثقة والمعارضة مع معاوية ورفاقه الشاميين» هو ما وحد الأغلبية. ثم تحول المعجبون بعلي إلى أغلبية بسبب «الاستبداد وسوء الحكم والقمع» الأموي.:309
بعد وفاة علي، أعلن شيعة العراق أن الحسن نجل علي الأكبر هو خليفة علي، معلناً بذلك أنه الخليفة الجديد. ومع ذلك، لم يكن الحسن مهتماً بأن يصبح خليفة، ولمنع المزيد من إراقة الدماء، وقع صلح حسن معاوية وتنازل حينها عن الخلافة لصالح معاوية، الذي أصبح أول خليفة للدولة الأموية. توفي معاوية في المدينة المنورة عن عمر يناهز 45 عاماً في سنة 669، وخلفه يزيد الأول عام 61 هـ (680 م)، لكن شقيق الحسن وهو الحسين بن علي رفض قبول قيادة يزيد، وبدأ الحسين مسيرته إلى العراق بعد دعوته من قبل شيعة العراق في نفس العام. ومع ذلك، خلال إقامتهم في كربلاء، ذبح يزيد العائلة في معركة كربلاء في 10 محرم (10 أكتوبر) ويحيي ذكرى موته الشيعة، بينما يتذكره كل المسلمين تقريباً في كل عام من إحياء محرم للحداد على موت حفيد النبي محمد وذبح العائلة الوحشي.

## في الفنون

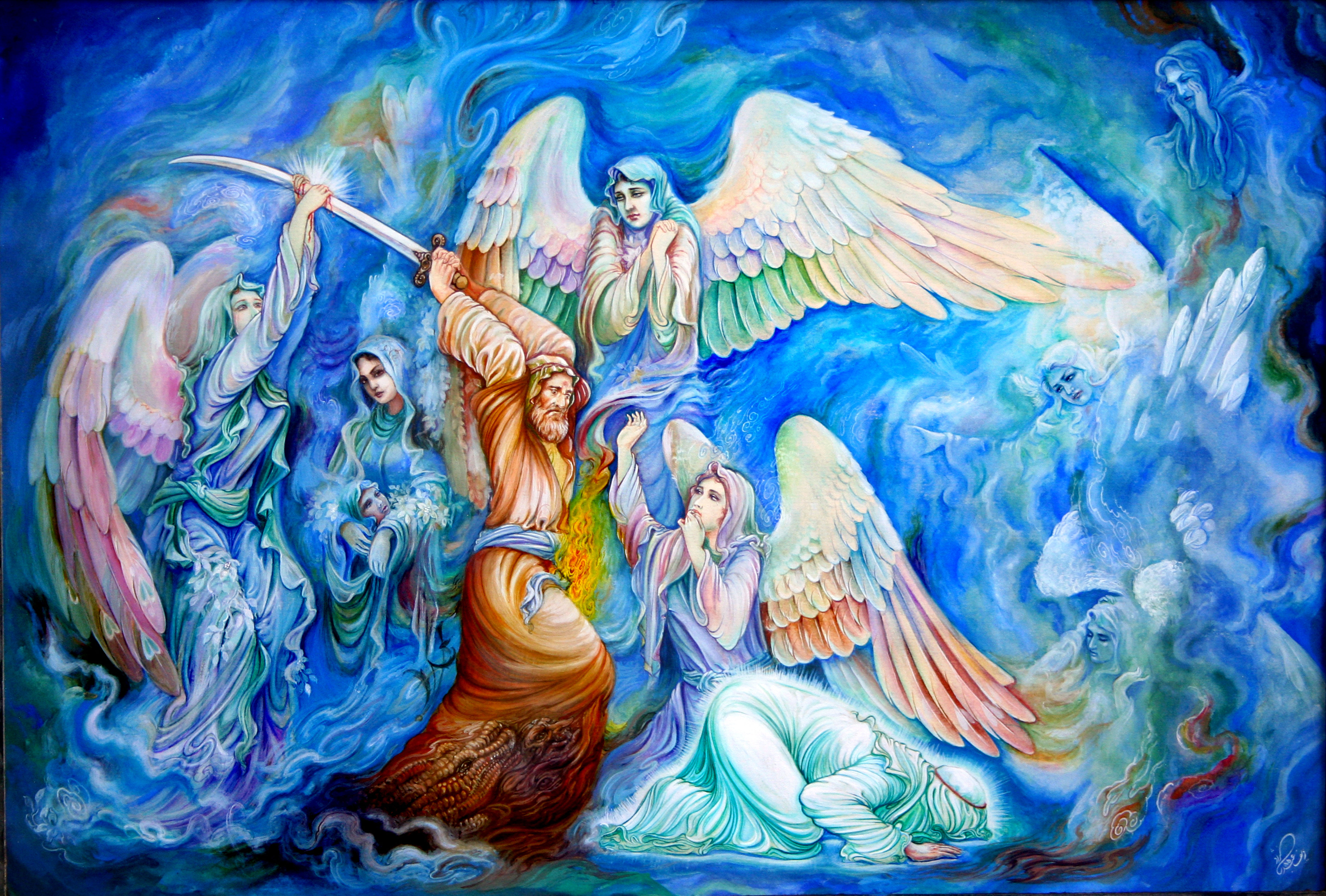
منمنمة فارسية تمثل ابن ملجم وهو يضرب الإمام علي بالسيف وهو في المحراب.

كان الحادث موضوعاً لعدة رسومات ليوسف عبدي نجاد، وفرهاد صادقي، ومنصورة حسين، ومسرح بهرام بيضائي.
يوصف عمل عبدي نجاد بأنه يظهر «الازدواجية» باستخدام الألوان. ألوان الأطياف الزرقاء، التي «تتناسب» مع اللون الفيروزي المستخدم في رسم علي، والحزم الضوئية الناشئة عن جسد الإمام علي والزوايا هي من بين العناصر التي يستخدمها الرسام لإلهام نوع من الروحانية. من ناحية أخرى، القاتل ابن ملجم، مطلي باللون البني ومحاط بالألوان الزرقاء، ويوجد بعض المخلوقات الشريرة على قدميه. هناك لهب نابع من جسد ابن ملجم استخدمه الرسام لإثبات مصير القاتل. أي نار الجحيم. تظهر بصمة التربة الحسينية على جبين القاتل.

## معلومات
1. ↑  يذكر بعض المؤرخون أن بيعة علي بن أبي طالب كانت قد بدأت في الوقت الذي وقعت فيه فتنة مقتل عثمان، حيث بعد أبي بكر وعمر وعثمان لم يجد الناس بينهم من هو أحق بالخلافة من علي بن أبي طالب، وقد قبلها هو بعد إلحاح الصحابة الشديد عليه، خشيةً منه على الدين وخوفاً من اشتعال الفتن بين المسلمين. وقد كان يقول: لولا الخشية على دين الله لم أجبهم.
(ابن حجر العسقلاني. فتح الباري بشرح صحيح البخاري/الجزء الثالث عشر.) إسناده صحيح.